# Beth Shalom Holocaust Centre
Il Beth Shalom Holocaust Center è un centro commemorativo dell'Olocausto vicino a Laxton, nel Nottinghamshire in Inghilterra.

## Descrizione e storia
Inaugurato nel 1995, è l'unico museo dedicato all'Olocausto dell'Inghilterra. Oltre ad esso, esistono solo la mostra permanente presso l'Imperial War Museum di Londra  e l'Holocaust Exhibition and Learning Centre di Huddersfield, inaugurato nel 2018. Il Centro è stato fondato dai fratelli James e Stephen Smith in seguito ad una visita in Israele del 1991, nel corso della quale Yad Vashem ha cambiato il loro modo di guardare la storia e l'Olocausto.
Il museo cerca di educare i bambini fin dalle scuole elementari sull'Olocausto attraverso la mostra principale che punta sulle esperienze infantili, finanziata in parte da una sovvenzione della lotteria di quasi 500 000 £. Il principe Harry è stato istruito sull'Olocausto presso il Centro dopo essere stato criticato per aver indossato una fascia nazista al braccio come parte di un costume degli Afrika Korps a una festa in maschera.
Il 21 luglio 2010, quasi vent'anni dopo la fondazione del Beth Shalom Holocaust Center, James e Stephen Smith e la loro madre Marina sono stati insigniti della laurea honoris causa in lettere dall'Università di Nottingham Trent.